# Stillleben mit Krug und Birnen
Stillleben mit Krug und Birnen (teilweise auch als „Stillleben mit Bierkrug und Obst“ benannt) ist ein Gemälde eines unbekannten Künstlers des 19. Jahrhunderts, das jahrzehntelang dem niederländischen Maler Vincent van Gogh (1853–1890) zugeschrieben wurde. Es ist datiert auf 1881 und zählte damit ursprünglich zu den frühen Werken van Goghs.
Das Gemälde misst 44,5 × 57,5 cm und ist mit Ölfarben auf Leinwand gemalt. Es ist im Besitz des Von der Heydt-Museums in Wuppertal. Ursprünglich stammt es aus der Sammlung des Bankiers Eduard von der Heydt und wurde nach dem Zweiten Weltkrieg der Stadt geschenkt.

## Beschreibung
Das Bild zeigt ein Stillleben mit einem Bierkrug um den Obst gruppiert ist. Der Maler gebrauchte für sein Bild düstere Farben. Schwarze und braune Farbtöne bestimmen das Gesamtbild. Auffallend sind die unscharfen Konturen, die man gut bei den Birnen sieht.

## Die Echtheit des Gemäldes
Die Echtheit des Gemäldes und eines weiteren Bildes van Goghs wurde schon 1987 bei einer Ausstellung bezweifelt.
Im Mai 2008 wurde auf Veranlassung des Museumsleiters Gerhard Finckh dieses und das Gemälde Stillleben mit Kaffeetopf und Blumen zur Begutachtung den Experten am Forschungsinstitut des Van Gogh-Museums in Amsterdam überlassen. Die Ergebnisse dieser Untersuchung wurden im Oktober 2010 der Presse vorgestellt. So wurden bei der Begutachtung unter anderem Röntgen- und Pigmentuntersuchungen veranlasst, auch die Maltechnik und auch die verwendeten Materialien wurden untersucht. Das Fazit der Experten lautete, dass beide Gemälde nicht das Werk van Goghs sind.
Das Gemälde verbleibt aber weiterhin im Depot des Von der Heydt-Museums, über den finanziellen Wertverlust wurde gegenüber der Presse keine Angabe gemacht.

weitere Bildversionen des Gemäldes
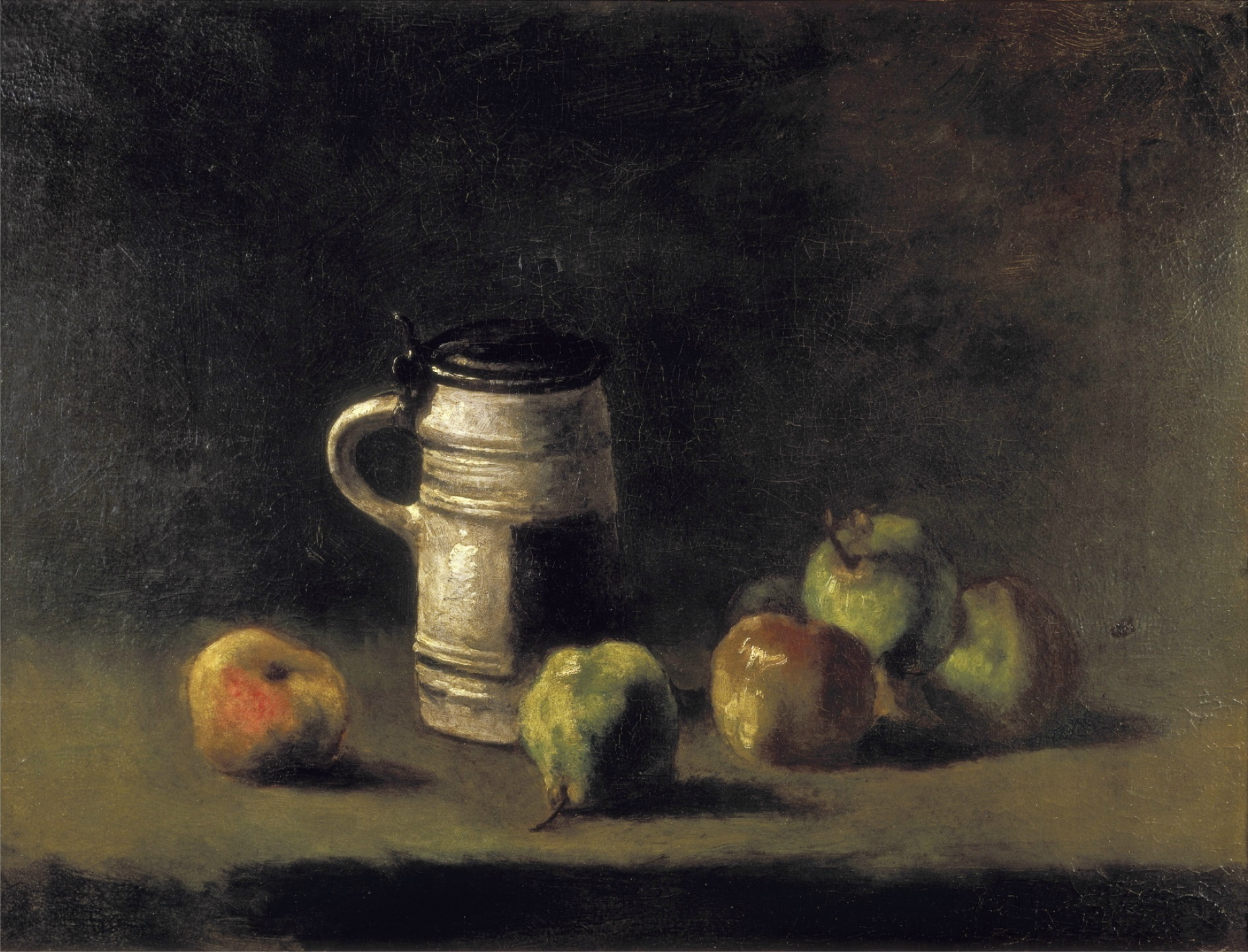
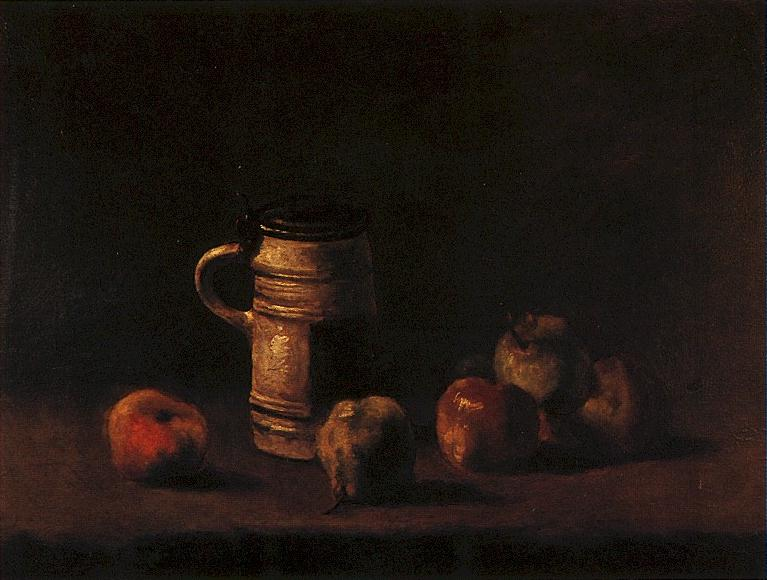